# Anul Nou care n-a fost
Anul Nou care n-a fost (titlu în engleză The New Year That Never Came) este un film tragicomedie istorică românească din 2024, scris și regizat de Bogdan Mureșanu, film care a reprezentat și debutul său regizoral. În film joacă actorii Adrian Văncică, Nicoleta Hâncu, Iulian Postelnicu, Mihai Călin, Emilia Dobrin și Andrei Miercure.
Filmul a avut premiera pe 1 septembrie 2024, la cel de-al 81-lea Festival Internațional de Film de la Veneția unde a câștigat premiul Orizzonti pentru cel mai bun film.

## Rezumat
Șase vieți converg la 20 decembrie 1989 pe fondul tulburărilor revoluției române.

## Distribuție
- Adrian Văncică e Gelu
- Nicoleta Hâncu e Florina, o actriță
- Iulian Postelnicu e Ionuț Dincă, un ofițer de Securitate
- Mihai Călin ca Ștefan Silvestru
- Emilia Dobrin ca  Margareta Dincă, mama lui Ionuț
- Andrei Miercure ca Laurențiu Silvestru
- Ioana Flora ca Mariana, soția lui Gelu
- Ada Galeș e Camelia Dincă, soția lui Ionuț
- Marian Râlea e comandantul Mihalcea
- Gabriel Radu ca Gabi
- Manuela Hărăbor ca Alina Silvestru, soția lui Ștefan și mama lui  Laurențiu
- Ion Sapdaru
- Angel Popescu
- Vlad Ionuț Popescu ca Vlad
- Victoria Răileanu ca Lili
- Elvira Deatcu ca Doamna
- Gabriel Spahiu ca Benghe
- Vasile Muraru|
- Theodor Șoptelea
- Sorin Cociș
- Răzvan Vasilescu
- Ilinca Hărnuț
- Luca Toma ca Marius, fiul lui Gelu și al Marianei
- Mircea Andreescu
- Ioan Paraschiv
- Doru Cătănescu
- Nicodim Ungureanu
- Marius Damian
- Marian Adochiței
- Dana Voicu
- Afrodita Androne
- Virgil Aioanei

## Producție
Filmul Anul Nou care n-a fost extinde personajele din scurtmetrajul Cadoul de Crăciun al regizorului Bogdan Mureșanu în 2018. În ceea ce privește concepția lungmetrajului, regizorul Bogdan Mureșanu a declarat: „M-a interesat umanitatea vieților mici expuse la mari evenimente istorice și modul în care acestea se confruntă cu sentimentul unei lumi care dispare”.
Filmările au avut loc în cea mai mare parte în București și în împrejurimi. S-a filmat și în Gostinu, comună la aproximativ o oră în afara Bucureștiului. Directoarea de imagine Biró Boróka a folosit cameră Arri Alexa Mini pentru filmări. Filmările s-au încheiat la 28 septembrie 2023.

## Lansare
Trailerul filmului a fost lansat pe 28 august 2024. Filmul a avut premiera pe 1 septembrie 2024,  la cea de-a 81-a ediție a Festivalului Internațional de Film de la Veneția, ca parte a competiției Orizzonti. A doua zi, Memento Distribution a achiziționat drepturile de distribuție franceze ale filmului.
Lansarea în cinematografe din România a avut loc pe 24 septembrie 2024.

## Recepție
Ștefan Dobroiu de la Cineuropa a scris: „... Anul Nou care n-a fost este un exemplu puternic al modului în care cinematograful poate deveni o mașină a timpului care ne teleportează într-o anumită epocă, aducându-ne înapoi în siguranță exact în momentul în care problemele acelei perioade se strecoară în chiar sufletul nostru.” Wendy Ide de la Screen Daily a scris: „Se întâmplă multe și, inițial, filmul încetează puțin, înainte de a lua treptat avânt. Dar o secvență finală de aproape 20 de minute, setată pe Bolero-ul lui Ravel, se dezvoltă un crescendo exploziv, îmbinând perfect imaginile de arhivă în acțiune și surprinzând impactul entuziasmant al istoriei în devenire.”

## Recunoaștere
| Premiu               | Dată             | Categorie                     | Premiant(i)(s)         | Result   | Ref.   |
| -------------------- | ---------------- | ----------------------------- | ---------------------- | -------- | ------ |
| Venice Film Festival | 7 September 2024 | Orizzonti Award for Best Film | Anul Nou care n-a fost | Câștigat | [ 14 ] |
| Gopo 2025            | 30 Aprilie 2025  | Cel mai bun film              | Anul Nou care n-a fost | Câștigat | [ 15 ] |